# Дом призрения
Дом призре́ния — в дореволюционной России название благотворительных заведений с характером богадельни, дававших приют престарелым, убогим, а иногда и сиротам; хотя дома призрения сирот относились к сиротским домам, дома призрения исключительно малолетних бедных — к детским приютам, а дома призрения душевнобольных — к домам умалишённых. Как и богадельни, дома призрения были сословные и всесословные.

## Значительнейшие из домов призрения

### ВПетербурге
- В 1823 году в Санкт-Петербурге было открыто крупнейшее богаделенное заведение Человеколюбивого общества — дом убогих, получивший в 1875 году название «Исидоровский». Заведение предназначалось для призрения взрослых бедняков обоего пола без сословного различия. В доме имелось три отделения: квартирное (на 100 человек), больничное (на 40 кроватей) и отделение для содержания 25-и неизлечимо больных. Позже количество призреваемых увеличилось. Было открыто четвёртое отделение — для больных эпилепсией. Ко второй половине XIX века дом стал призревать только женщин дворянского происхождения. Люди «простого звания» были переведены в дом призрения Кушелева-Безбородко.
- Основанный в 1828 году Дом Императрицы Александры Фёдоровны для призрения бедных состоял в ведомстве императрицы Марии. При Доме состояли почётные благотворители, вносившие ежегодно не менее 300 руб. или единовременно не менее 5000 руб.
- Основанный в 1831 году Николаевский дом призрения престарелых и увечных граждан для бедных обоего пола, купеческого и мещанского сословий. При доме существовали школы для мальчиков и девочек.
- Открытый в 1833 году и состоявший в ведомстве императрицы Марии демидовский Дом призрения трудящихся с капиталом в 500 000 руб., пожертвованным А. Н. Демидовым, действовавший на основании устава 8 июля 1882 года и мало похожий на богадельню. Совмещая в себе черты дома трудолюбия и дешевых квартир, он состоял из 4 отделений:
  - а) отделение трудящихся женщин для проживания 50 женщин и девиц, выполнявших работы по тем ремеслам и рукоделиям, которые были введены в заведении; из заработка призреваемых удерживалось по 25 копеек в сутки на их содержание;
  - б) отделение для воспитания девиц — профессиональная школа, имевшая целью дать бедным девицам всех сословий ремесленное образование; воспитанницы проходили научный курс в объеме программы женских прогимназий и затем в специальном классе обучались разным мастерствам;
  - в) отделение снабжения бедных готовой пищей — дешёвая столовая, в которой даром пища отпускалась только больным;
  - г) отделение для приюта надзирательниц и учительниц предназначалось для призрения лиц женского пола, бывших на службе в Демидовском доме и по старости и слабости лишённых возможности прокормиться собственным трудом.

Управление Демидовским домом призрения трудящихся вместе со званием его потомственнего попечителя принадлежало наследникам учредителя.
- В 1842 году открылось Орлово-Новосильцевское благотворительное заведение для мужчин. Было открыто Е.В. Новосильцевой, но впоследствии поддерживалось Человеколюбивым обществом и с 1884 года вложениями графа В.Н. Панина.
- Основанный в 1853 году Дом призрения бедных девиц благородного звания являлся как бы отделением вдовьего дома; принимались преимущественно девицы, служившие в правительственных учреждениях по учебной части.
- В переданных императором Человеколюбивому обществу зданиях (здания ликвидированных малоохтинских раскольничьих заведений) в 1853 году была создана  новая богадельня (в дальнейшем Кушелева-Безбородко), в которую были переведены непривилегированные лица женского пола из дома убогих. С 1 января 1859 года граф Кушелев-Безбородко содержит богадельню за свой счёт.
- Основанный в 1861 году Дом призрения престарелых бедных женщин графа Кушелева-Безбородко, в ведении Императорского Человеколюбивого общества, содержался на пожертвования наследников графа Кушелева-Безбородко и пособие от человеколюбивого общества.
- Основанный в 1863 году Дом призрения престарелых и увечных граждан Санкт-Петербургского мещанского общества предназначался для бесплатного призрения неспособных к труду из местных мещан обоего пола.
- Дом призрения и ремесленного образования бедных детей в Санкт-Петербурге. Основан в 1870 г., как правопреемник Приюта для бедных детей, открытого в 1860 г. сестрой Крестовоздвиженской общины В.И. Щедриной. В состав Дома входили: Ремесленное училище цесаревича Николая (1875) с ремесленными классами императора Александра III (1895) и механико-оптическим и часовым отделением (1900), а также Женская рукодельная школа императрицы Марии Александровны.
- Основанный в 1877 году Дом призрения для бедных граждан Петербурга Тименкова-Фролова содержался на средства, завещанные жертвователем; состоял в ведении санкт-петербургского купеческого общества и имел два отделения: а) сам дом для бесплатного призрения престарелых и увечных, принадлежащих к санкт-петербургскому купеческому или мещанскому обществам и б) школу при доме призрения, курс которой приравнивался к курсу 3-классных городских училищ.
- Александровский дом для призрения бедных духовного звания под покровительством санкт-петербургского митрополита. В дом принимались лица женского пола, которые по бедности, сиротству или болезненному состоянию были лишены возможности жить самостоятельно. При доме существовало трехклассное училище с 6-летним курсом для девочек-сирот духовного звания.
- Дом призрения бедных духовного звания при Большеохтенском православном кладбище.
- В 1890 году открыто «Убежище и бесплатные квартиры Михаила и Елизаветы Петровых». Богадельня предназначалась для совершенно неимущих женщин, квартиры — для лиц обоего пола.

### ВМоскве
В ведении городского общественного управления состояли:
- Дом призрения Горихвостова при 1-й городской больнице;
- Дом призрения братьев Петра, Александра и Василия Бахрушиных для неизлечимо больных, учреждённый при городской больнице имени Бахрушиных на пожертвованный ими капитал. В ведении московского дворянства состоял Дом призрения имени гвардии полковника Владимира Борисовича Козакова для бедных дворян обоего пола, имевший целью безвозмездное призрение бедных дворян военного звания, их жён и вдов с малолетними детьми, а также вдов и детей умерших от ран штаб- и обер-офицеров.

В ведении московского Купеческого общества состояли:
- Николаевский Дом призрения вдов и сирот, принадлежавших к московскому купечеству, - для бедных женщин;
- Дом призрения имени Мазуриных;
- Дом призрения бедных Г. И. Хлудова.

Московское попечительство о бедных духовного звания заведовало Горихвостовским Домом призрения.
Самостоятельным являлся Георгиевский дом призрения бедного духовенства.
Общество попечения о неизлечимо больных в Москве имело Дом призрения неизлечимо больных (женщин). Обществом воспитательниц и учительниц был учреждён Дом призрения для престарелых учительниц и воспитательниц.
Дом призрения штаб- и обер-офицеров благотворительницы Шереметевой был военной богадельней.

### В других городах
Ярославский Екатерининский Дом призрения ближнего был учреждён в Ярославле в 1786 году с целью воспитания детей бедных родителей Ярославской губернии. В 1820 г. при нём была открыта странноприимная палата Грязевых для призрения престарелых и беспомощных женщин. Жившие в Доме призрения мальчики обучались в местной мужской гимназии и других учебных заведениях, а девицы — в состоящей при Доме женской гимназии.
Дом призрения бедных в городе Туле имел целью призрение престарелых и увечных; состоял в ведомстве учреждений императрицы Марии, но никаких пособий из сумм ведомства не получал, а содержался исключительно на собственные средства.
Дом призрения бедных в память императора Александра II в Ораниенбауме, учреждённый В. А. Ратьковым-Рожновым, имел целью призрение лишённых крова и пропитания, как престарелых и убогих, так и бедных бесприютных детей обоего пола.
В ведении министра императорского двора состоял открытый в 1859 году Дом призрения престарелых и увечных в г. Петергофе в память императора Николая I.